# Yparkho
Yparkho, publié en 2014, est un roman de l'écrivain français Michel Jullien. 

## Résumé
Le roman accompagne une année de la vie d'Ilias, et de sa mère Maria, qui vivent dans le hameau de Xerokambos, dépendant du village de Zakros (Kato Zakros), près de la ville de Sitía, région du Lassithi, au sud-est de la Crète. L'époque n'est pas importante, mais se situerait entre 1960 et 2000[réf. nécessaire].

## Personnages
Ilias, environ cinquante ans, gagne sa vie comme mécanicien, spécialisé en véhicules utilitaires sortis des routes (p. 30), suffisamment connu pour que les cas désespérés fassent appel à lui, après plus de six kilomètres de méchant chemin de terre escarpé plein de nids de poule.
La mère, Maria, 83 ans, est sourde et muette, comme son fils, un peu folle, ailleurs, entre troubles obsessionnels compulsifs et maladie d'Alzheimer. Elle est dotée d'un orgelet définitif en plein visage, frôlant la paupière, à plumet (p. 18). Sa seule famille est constituée de ses deux sœurs, à Zakros, Theresia et Elene, avec ses deux filles, dont les visites le dimanche interrompent à peine la solitude à deux.
Le père, Yiorgios, entendant, maçon à façon, a disparu depuis longtemps, sans doute à Thessalonique : il n'en reste guère qu'un triple portrait sur l'étagère. Il a au moins laissé à son fils un atelier, sans enseigne, avec les outils indispensables, élévateur, compresseur, groupe électrogène. Ilias y habite, dans une installation minimale. Les habits pendent à des rétroviseurs de portière en attente.
La mère habite dans la maison à côté, minuscule, une chambre et une cuisine, où elle se débat avec une étagère, une table et deux chaises. Le fils fait la cuisine. La maison chaulée est à un pas de l'eau, face aux trois îlots de Kavali. Le jardin de galets abrite une douzaine de chats égyptiens, un eucalyptus, des tamaris, des agaves. Terre rouge, poussière, oliviers, soleil, vent.

## Progression
Le livre, à peu près dénué de dialogues (le sourd est rogue et peu amène), est très descriptif, du point de vue d'Ilias : pêche, préparation des repas, interventions mécaniques, négociations... Le texte s'ouvre sur le dépeçage des écailles d'un mérou ou d'une dorade, et illustre bien le toucher, la saleté, les efforts de propreté. Il soigne ses yeux avec le collyre d'une burette ophtalmique, sans rien nettoyer.
Ilias se coupe les ongles à la cisaille, et conserve les chutes dans des bouteilles. Après son travail, il prend sa barque plate à moteur, en tongs de liège et short, et choisit un lieu où attraper loup, muge, congre, dorade, mérou, ou poulpe. Il pêche virtuose (p. 43). Les bonds d'agonie des poissons  accompagnent cette activité. 
Un soir d'octobre, il engage l'embarcation dans une trouée de rochers (débarcadère de calcaire, banquette, sente, raidillon. À mi-falaise, à cinquante mètres de dénivelé, il (re)découvre une tuyère, une cavité où s'engouffre plus bas un trop plein de vents. En s'approchant de la gueule à vent, il croit percevoir le premier bruit.
Le lendemain matin, après sa chicorée chauffée au butagaz, il ressort de son bric-à-brac une mallette reçue en complément de paiement pour une réparation. Le tourne-disque est accompagné de deux 45 tours, avec Yparkho, de Stelios Kazantzidis et son orchestre. Pendant un an, il va essayer toutes les combinaisons pour percevoir un de ces sons, et effrayer les rares personnes à circuler dans cet écart.
Et le soir, en salopette (pour la burette) et chandail, il se rend à la cheminée votive tenter de se domestiquer l'ouïe, d’entendre sans la peau (p. 73) : le premier pet de vent, une heure à boire les pétarades, le tympan déchiqueté par la déflagration, le beau tocsin. Des braillements dégorgés de l'aven, Ilias aurait aimé saisir des nuances, discerner des timbres (p. 72).
Après un mois au trou du canon, au crachoir, en pelisse de mouton, il se met à émettre des petits cris indécents, à siffloter. Il fait des aménagements, marches, aplanissements, estrade, fauteuil en rotin, et il décide d'appeler sa barque Yparkho et d'y peindre ce nom. Il embarque Maria, qu'il est désormais obligé de nourrir à la cuillère, pour lui faire écouter ce qui le ravit une ou deux heures chaque soir : elle s'endort. Et cela sur tout un mois.
Au printemps, les vents sont plus discrets. En été, même le grand meltem rageur ne produit aucun claquement de son. Début septembre, Maria s'effondre, et Ilias l'emmène, avec le bus qu'il répare, au dispensaire de Zakros, trop tard.
La veillée mortuaire, le pope, la concession, les toilettes, le service funéraire, les obsèques, la collation... Une semaine après, Ilias se rend en ville acheter des vêtements neufs pour continuer le deuil, et il assiste à l'arrivée du ferry d'Athènes, avec piétons, bicycles, autos, camions, dont un nouveau modèle.
Au quarantième jour, la cérémonie traditionnelle se déroule. Puis, redevenu disponible, Ilias se coupe la barbe, va pêcher, noyer les huit bouteilles de deux décennies d'ongles, écouter la gueule de vent. Au retour, les chats l'attendent, tout comme les deux geckos. J'existe (Yparkhô, Υπάρχω).

## Accueil
Le livre a été apprécié pour ses thématiques et pour sa langue.

## Récompenses et distinctions
- Prix Tortoni 2015